# Vie sur d'autres planètes
Détecter une vie sur d’autres planètes peut s’effectuer par l’examen de son atmosphère. Telle est l’assertion de James Lovelock dans son hypothèse Gaïa. Le vivant modifie son environnement. Il en prélève des éléments et en rejette d’autres. Concernant l’atmosphère il en modifie la composition. La proportion des gaz ne correspond plus aux lois de l’équilibre chimique. L’hypothèse Gaïa tente également d’expliquer comment, après être apparu, le vivant maintient son environnement compatible avec la vie. Une régulation s’établit par les inter-rétroactions entre le vivant et le non-vivant. Elle maintient des conditions favorables à la vie.
L’hypothèse d’une vie sur d’autres planètes dans l’univers ne saurait être écartée. La plasticité du vivant et les modifications qu’il apporte à son milieu lui permettent de s’adapter à des environnements très différents. La découverte de fossiles a montré que la vie peut exister dans des conditions très hostiles. Sur une autre planète elle prendrait des formes différentes de celles que nous connaissons. Les organes se créent en interactions avec le milieu extérieur.

## Historique
James Lovelock avait relevé de nombreuses anomalies concernant l’atmosphère de la Terre. La composition chimique de l’atmosphère ne correspond pas aux équilibres naturels lorsque ces gaz sont mis en présence. Avant lui, Vladimir Vernadsky avait remarqué que la vie perturbait puissamment l’inertie chimique de la planète. Il avait aussi établi que l’oxygène de notre atmosphère ne peut provenir que de l’action des plantes. Lovelock s’intéressa à la planète Mars à la suite d’une démarche de la NASA. Celle-ci lui demandait s’il y avait une vie sur Mars. Lovelock constata que l’équilibre des gaz sur Mars s’expliquait entièrement par les seules lois de la physique et de la chimie. Il en déduisit l’absence de vie sur Mars. Mais la NASA était prête à faire atterrir un engin sur cette planète. Les expériences menées sur les prélèvements martiens montrèrent définitivement qu’il n’y existait aucune vie. Le travail de Lovelock fournit alors un point de départ pour comprendre les résultats. Jusqu’alors on ne savait pas expliquer pourquoi l’atmosphère actuelle de la Terre est si différente de celles de Mars et de Vénus. Se basant sur les gaz présents dans l’atmosphère et sur leurs quantités Lovelock démontra que la composition de notre air est largement redevable à la vie. Vernadsky avait déjà remarqué que les gaz de l’atmosphère avaient un lien étroit avec l’échange gazeux des organismes vivants. Ils étaient identiques à ceux créés par eux.

## L’hypothèse Gaïa

### Les anomalies
La couche superficielle de la Terre ne correspond pas à ce qu’elle devrait être si les lois de la physique et de la chimie étaient respectées. De nombreuses anomalies apparaissent :
- La teneur en oxygène de l’atmosphère est de 21 %. Cette teneur ne correspond pas aux lois de la chimie. Compte tenu des autres substances elle aurait dû être plus faible. L’oxygène aurait dû réagir avec les autres substances pour former des composés stables solides. Ceux-ci se seraient déposés sur le sol et auraient entraîné la diminution de la quantité d’oxygène dans l’atmosphère[7].
- L’atmosphère contient 78 % d’azote gazeux. Celui-ci n’est pas la forme stable de l’azote. Un monde en équilibre chimique ne contiendrait pas d’azote sous forme de gaz. L’azote se trouverait sous forme de nitrates dans les océans[8].
- La présence simultanée de méthane et d’oxygène dans l’atmosphère contredit également les équilibres chimiques. Ils auraient dû réagir ensemble, donner du gaz carbonique, de la vapeur d’eau et ne plus se retrouver libres dans l’atmosphère.
- La présence de protoxyde d’azote et d’ammoniac est tout aussi anormale[9].
- L’hydrogène et le méthane se retrouvent sous forme de gaz dans l’atmosphère. Ils sont légers. Ils devraient s’en échapper à la suite de processus cosmiques. Ce n’est pas ce qui a lieu[10].
- Compte tenu de l’écoulement des pluies et des fleuves dans les océans la salinité de ceux-ci aurait dû augmenter alors qu’elle n’a guère changé depuis l’apparition des océans et de la vie[11].
- En considération des propriétés de l’ammoniac et du méthane la Terre aurait dû être plus acide qu’elle n’est. Elle est proche de la neutralité chimique alors que Mars et Vénus sont beaucoup plus acides[12].
- Depuis trois milliards et demi d’années l’émission d’énergie solaire s’est accrue d’au moins trente pour cent. La température de la Terre aurait dû augmenter en conséquence. En fait elle est demeurée constante. Durant le premier milliard et demi d’années la planète aurait dû être en état de glaciation, ce qui n’a pas eu lieu[13].

### L’action du vivant
Le comportement de la Terre est inexplicable sans tenir compte du travail accompli par les organismes vivants. Les gaz qui sont en quantité notable dans l’atmosphère sont identiques à ceux créés par l’échange gazeux des organismes vivants. Le fait ne peut être accidentel. L’oxygène de l’atmosphère provient principalement de la respiration des plantes. Celles-ci produisent en permanence de l’oxygène et évitent que l’oxygène ne disparaisse de l’atmosphère. De même les bactéries libèrent de l’azote, ce qui maintient sa teneur. Sans oxygène et sans azote l’atmosphère deviendrait inerte et empoisonnée. Certains gaz ne se trouvent pas naturellement dans l’atmosphère. Il en est ainsi de l’iode et de l’éthane. Seule la vie peut expliquer leur présence dans l’atmosphère. Ils jouent un rôle important dans les processus biologiques.

### Une construction théorique
Les anomalies de l’atmosphère terrestre déjà dénoncées par Vernadsky ont amené Lovelock à émettre l’hypothèse Gaïa. Pour déceler si une vie existe sur une planète il suffit d’analyser son atmosphère. Une atmosphère ne répondant pas aux équilibres normaux de la physique et de la chimie est une preuve de l’existence du vivant. Des inter-rétroactions s’établissent entre la Terre et le vivant. Les modifications de l’environnement entraînent des modifications du vivant et le vivant modifie à son tour l’environnement. Sur la base de cette hypothèse de nouvelles recherches peuvent être, et ont été, enclenchées, notamment sur les régulations entre la Terre et le vivant. Une hypothèse n’est pas une simple explication de quelques anomalies. C’est une construction théorique. Elle dépasse la constatation des faits. Elle prouve sa valeur en engendrant des questions et des réponses expérimentales. C’est ce qui a lieu avec l’hypothèse Gaïa. Des chercheurs ont fait des découvertes inattendues en s’inspirant d’elle,.

## Les régulations

### Silice
La silice entraînée par les fleuves ne se retrouve pas dans les océans. Les eaux de surface ne contiennent qu'un pour cent de la quantité apportée de la terre. Par contre dans les lacs salés morts, sans vie, le rapport silice/sel est beaucoup plus élevé. Il se rapproche des équilibres chimiques normaux. La différence est due à l’action du vivant, vraisemblablement à l’action des diatomées. Les  diatomées prospèrent dans la mer mais pas dans les lacs saturés de sel. Elles utilisent la silice pour former leur carapace. Quand elles meurent leur squelette sombre au fonds des océans. La quantité de silice dans l’eau de surface diminue d’autant. Ce qui explique l’écart considérable par rapport à l’équilibre chimique.

### Salinité
Pour que la vie puisse se maintenir la salinité du milieu environnant doit être inférieure à 6 pour cent. La salinité des océans ne s’est guère modifiée depuis des dizaines, voire des centaines de millions d’années. Elle s’est maintenue à 3,4 pour cent. En considération de la quantité de sel charriée de la terre dans la mer la salinité aurait dû dépasser les 6 %, rendant toute vie impossible. Il s’est donc établi une régulation. Pour expliquer ce phénomène des théories ont été élaborées sur la base de mécanismes non vivants. Elles sont toutes imparfaites. Les recherches devront s’orienter vers une régulation par le vivant. Lovelock suggère de s’inspirer de la régulation de la silice par les diatomées. Le sel serait ainsi entraîné au fonds des océans par des animaux à carapace dure particulièrement sensibles à la salinité. Toute hausse de la salinité entraînerait une hausse de leur mortalité. Les carapaces tombant au fonds des océans emporteraient avec elles du sel. Ce qui diminuerait la teneur en sel de l’océan.

### Oxygène et gaz carbonique
Depuis des millions d’années la teneur en oxygène atmosphérique est stable, de l’ordre de 21 %. Elle est très inférieure à ce qu’elle devrait être selon les lois de la chimie. Mais elle est aussi la teneur maximale acceptable pour la vie. Un accroissement d’oxygène, même minime, augmenterait de manière considérable le danger d’incendies. Les forêts tropicales aussi bien que l’herbe ou la toundra arctique seraient menacées. Au-dessus de 25 % très peu de la végétation actuelle survivrait à ces feux. La teneur en oxygène est régulée par le vivant. Elle s’effectue dans le cycle respiratoire oxygène/gaz carbonique. Sa quantité dans l’atmosphère est indissolublement liée à celle de la matière vivante. Les plantes libèrent de l’oxygène au moment de la photosynthèse. Cet oxygène est consommé par les animaux lors de la respiration. Les animaux dégagent du gaz carbonique. Le gaz carbonique est utilisé par les plantes dans la photosynthèse et le cycle recommence. La boucle est bouclée. La régulation est assurée par la boucle alimentaire biologique où plantes et animaux sont complémentaires.

### Méthane
Le méthane est un gaz qui est produit par des bactéries se trouvant au fonds des mers, des marais et des estuaires de fleuves. Lorsqu'il s'échappe dans l'atmosphère il s’oxyde en s’unissant à l’oxygène. Il y a moins d’oxygène dans l’atmosphère. Le méthane participe à la régulation de l’oxygène dans l’atmosphère.

### Soufre
On ne retrouve pas dans l’eau des océans tout le soufre que les fleuves y rejettent. La différence est de plusieurs centaines de millions de tonnes par an. Les chercheurs en ont déduit que le soufre devait s’échapper dans l’atmosphère. Les recherches ont alors porté sur le sulfure de diméthyle. Le sulfure de méthyle est un gaz. Il est produit par une algue rouge que l’on rencontre sur la plupart des rivages marins. Elle absorbe le soufre se trouvant dans la mer et l’évacue sous forme de gaz dans l’atmosphère. Cette régulation permet la survie des organismes vivants dans la mer.

### Ozone
L’ozone intercepte les rayons ultra-violets ce qui limite le réchauffement de la Terre. Sa densité ne doit être ni trop faible ni trop forte pour permettre la vie. Sa régulation passe également par des composés de méthyle. La couche d’ozone est affaiblie par le chlorure de méthyle. Celui-ci est produit par des algues marines. La régulation de l’ozone est assurée par le jeu des inter-rétroactions entre le vivant et son environnement.

### Température

#### Stabilité de la température
La température de la Terre est  régulée de façon à la maintenir dans des limites compatibles avec la vie. Depuis les quatre derniers milliards d’années elle est restée  relativement stable, autour de 22 °C. Pourtant la production d’énergie solaire transmise par la lumière a augmenté jusqu’à 50 pour cent de la luminosité totale du Soleil. Il y a eu des fluctuations périodiques mais entre et après ces fluctuations la planète restait stable. Elle n’a ni bouilli comme Vénus ni gelé comme Mars. Cette régulation est obtenue par des rétroactions physiques et chimiques incorporant le vivant. Pour permettre de comprendre comment peut s’effectuer une telle régulation Lovelock et Lynn Margulis ont élaboré un modèle mathématique simplifié, le Petit Monde des Pâquerettes.

#### Le modèle des Pâquerettes
Ce modèle mathématique comporte des pâquerettes noires et des pâquerettes blanches. Les pâquerettes noires retiennent la lumière et élèvent la température de la Terre. Les pâquerettes blanches réfléchissent la lumière et abaissent la température. Leur croissance varie en fonction de la température. Au début de la formation de la planète le Soleil n’est pas très chaud et peu de pâquerettes poussent. Au fur et à mesure que le Soleil se réchauffe les pâquerettes blanches et noires poussent. Les pâquerettes noires absorbant la chaleur réchauffent la planète. Lorsque la chaleur devient excessive par rapport à leurs besoins leur croissance diminue. Comme les pâquerettes blanches réfléchissent la lumière leur milieu immédiat est frais. Elles continuent à se développer. La température baisse jusqu’à leur être défavorable et favoriser les pâquerettes noires. Le cycle recommence. La température est maintenue dans les limites favorables à la vie,.

#### La régulation de la température
La stabilité de la température suggère qu’elle est obtenue par des rétroactions avec le vivant. Le gaz carbonique est un gaz à effet de serre. Il retient la chaleur ce qui accroît la température de la Terre. Ses variations ont des répercussions sur la température de la Terre. Les rétroactions entre des algues marines dotées de coquilles et le gaz carbonique sont à même de participer à cette régulation. Le carbone est un élément des coquilles. En fixant le carbone dans leur coquille de minuscules algues marines diminuent la quantité de gaz carbonique se trouvant dans l’atmosphère. Lorsqu’elles meurent le carbone est entraîné au fond de l’océan et il se crée moins de gaz carbonique. La Terre alors se refroidit. Avec des températures plus froides moins d’algues pousseront. Moins de carbone sera retenu. Plus de gaz carbonique sera créé. La température alors se réchauffera. Lorsque la chaleur sera revenue les algues se multiplieront. Elles retiendront plus de carbone. Moins de gaz carbonique sera produit. La température se refroidira. Cette boucle incorpore le vivant dans les réactions physico-chimiques. Elle assure la régulation de la température. 
Il a été trouvé dans des marais salants des micro-organismes clairs qui sont devenus foncés au changement de saison. Il n’est pas impossible de penser qu’il s’agisse de vestiges vivants ayant contribué dans le passé à réguler la température.  
Il y a 12 000 ans une augmentation de la teneur en gaz carbonique et de la température de la Terre a eu lieu en moins de cent ans. Une croissance aussi rapide ne peut s’expliquer entièrement par des processus géophysiques et géochimiques classiques.  Une telle fluctuation abrupte n’a pu provenir que de la vie. Il est probable que la mort soudaine d’une proportion notable d’algues marines a entraîné cette élévation rapide de la température.

## Des milieux interactifs
Le développement de la vie sur une planète nécessite des conditions favorisant les recompositions physico-chimiques.

### Les océans
La vie a commencé dans les océans. C’est dans l’eau que se sont constitués puis assemblés les éléments du vivant. L’eau favorise la recomposition des corps chimiques. Les molécules sont formées d’atomes qui tiennent ensemble notamment par attraction électrique. Pour qu’il y ait une réaction chimique entre deux molécules la liaison électrique doit être cassée et remplacée par une nouvelle. Il se trouve que l’eau salée, dans certaines limites de concentration de sel, diminue l’intensité électrique qui lie les atomes. Les atomes évoluent alors librement dans le milieu. De nouvelles recompositions en sont facilitées.
La facilité de dissociation et de recomposition des molécules dans l’eau salée permet également l’élimination de corps nocifs à la vie. L’atome nuisible est recombiné soit en une molécule solide qui tombe au fond des océans soit en un gaz qui sera éjecté dans l’atmosphère. Ainsi la silice en excès pour le maintien de la vie sera fixée dans la carapace d’un organisme qui, une fois mort, tombe au fond de l’océan. L’excès nocif d’oxygène dans les eaux des bas-fonds marins est recombiné en gaz de méthane et rejeté dans l’atmosphère.

### Les organismes
Pour se développer les organismes vivants doivent modifier l’environnement de façon à le maintenir dans des configurations favorables à la vie. La vie est apparue très vite. Les bactéries datent d’environ 3,5 milliards d’années alors qu’il y a 3,8 milliards d’années la température de surface était encore de 90 °C. Dès l’apparition de la vie sur la Terre les organismes vivants ont façonné le milieu. Des milliers de plantes microscopiques ont évolué dans la couche supérieure des océans baignée par le Soleil. Les bactéries y tiennent le premier rang. Par leur activité elles transforment leur milieu. Elles se sont répandues dans les eaux dont elles modifièrent la composition en produisant des gaz. Les bactéries réalisent ainsi un véritable remodelage de la planète entière. La stabilité du milieu qui leur est favorable est obtenue par le jeu de leur prolifération ou de leur décroissance.

## Vie sur d’autres planètes

### Élaboration du vivant
Six matériaux seulement représentent 99 % du poids sec de tout être vivant. Ce sont le carbone, l’hydrogène, l’oxygène, l’azote, le phosphore et le soufre. Ces éléments sont constitutifs du vivant et sont très présents dans le système solaire. Dans la soupe primitive ils se sont agglomérés, conformément aux lois de la chimie, en molécules de plus en plus grandes et de plus en plus complexes. Ce processus a nécessité d’innombrables rencontres. L’environnement était favorable. La soupe primitive était précisément un milieu très réactif chimiquement avec des températures et des pressions élevées, des décharges électriques et des tourbillons. Le nombre et la diversité infinie des rencontres fortuites pendant des centaines de millions d’années entre les composants de la vie a donné lieu à des assemblages complexes. Ceux-ci ont finalement formé une entité possédant les propriétés de la vie. Ces combinaisons moléculaires se sont réalisées selon les règles de la chimie. Les conditions pour qu’elles aient lieu n’ont rien d’exceptionnel. C’est pourquoi ces composés peuvent apparaître dans des météorites. Titan, planète de Saturne, en est riche[source insuffisante]. Selon Margulis les biologistes sont dans l’impossibilité pratique de donner une définition claire et concise de la différence entre la matière vivante et la matière non vivante. De l’ARN, précurseur de l’ADN, a pu être reconstitué en laboratoire. Il a la faculté de se dupliquer spontanément sans la présence de cellules vivantes.
Des cellules primitives et des bactéries ont été décelées dans des environnements très hostiles. Des bactéries ont été trouvées dans des roches volcaniques à plus de trois kilomètres sous la surface. Elles vivaient totalement isolées de l’énergie solaire. Nous ignorons actuellement de quelle source elles tiraient leur énergie. Des bactéries ont existé il y a environ 3,8 milliards d’années dans les conditions de la Terre primitive où la température de l’eau de surface était encore de plus de 90 °C. La découverte de vie dans des conditions aussi extrêmes accroît la probabilité qu’elle existe sur d’autres planètes.

### Conditions du développement
Il aura fallu un environnement constamment favorable à la vie pour qu’elle se maintienne. Ces conditions étaient réunies dès la constitution de la masse terrestre il y a environ 4,8 milliards d’années. La Terre était située à proximité d’une source d’énergie, le Soleil. Elle en était suffisamment éloignée pour que ses constituants ne s’échappent pas sous forme de gaz. À cette distance la température était telle que les gaz ne gelaient pas comme sur Titan. De même l’eau restait sous forme liquide et ne s’évaporait pas comme sur Mercure ou ne gelait pas comme sur Jupiter. La stabilité du milieu s’est poursuivie grâce à l’action des bactéries. Celles-ci maintiennent une composition de l’environnement favorable à la vie. La régulation s’établit par le jeu des rétroactions.
Les conditions à l’interface des surfaces liquides, solides et gazeuses sont particulièrement favorables au développement du vivant. C’est dans cette zone que s’accomplit la chimie de la Terre et du vivant. L’énergie s’y trouve en grande quantité et ce milieu est favorable aux échanges et aux fusions moléculaires. La migration vers la terre ferme a été un véritable défi. C’est elle qui a permis le développement du vivant. Elle résulte vraisemblablement de poussées géologiques et de retraits périodiques des eaux. Les conditions qui ont contribué à maintenir la vie sur Terre sont vraisemblablement rarement réunies sur une autre planète. Cependant elles sont concevables.

### Morphologie du vivant
Sur une autre planète, les formes que prendrait le vivant seraient très différentes de celles sur la Terre. Plantes et insectes se construisent ou s’adaptent en fonction de leur environnement. Pour preuve, le tissu nerveux se différencie à partir d’une région de la membrane externe de l’embryon. Il se forme à partir d’interactions avec le milieu extérieur. En milieu de sécheresse, les plantes développent des épines au lieu de feuilles. Dans le désert, les fourmis possèdent de longues pattes qui les surhaussent. En même temps l’abdomen se redresse à la verticale ce qui éloigne encore plus le corps du sable brûlant. Ses longues pattes leur permettent aussi de se déplacer extrêmement vite pour chercher de la nourriture dans ce milieu où elle est rare. La mantispe commune et la mante religieuse ont un aspect très similaire. On pourrait croire que ces deux espèces appartiennent au même ordre biologique. Il n’en est rien. Elles sont soumises aux mêmes contraintes environnementales et ont développé des caractères analogues imposés par le milieu et non hérités d’un ancêtre commun. Le vivant se forme et se développe à partir des interactions avec le milieu extérieur. Les formes qu’il prend sont fonction de son environnement.